# Виктория Азаренка
Вижте пояснителната страница за други личности с името Виктория.
Виктория Фьодоровна Азаренка, по-известна като Виктория Азаренка (на беларуски: Вікторыя Азаранка; на руски: Виктория Фёдоровна Азаренко) е беларуска професионална тенисистка. Най-доброто ѝ постижение в ранглистата за жени на WTA e 1-во място, постигнато на 30 януари 2012 г. Тя е беларуската с най-висок ранкинг в историята.
Азаренка печели общо четири титли на турнири от Големия шлем – две на сингъл през 2012 г. и 2013 г. на Откритото първенство на Австралия и две титли на смесени двойки – през 2007 г. на Откритото първенство на САЩ заедно с Макс Мирни и през 2008 на Ролан Гарос с Боб Брайън. Печели олимпийски златен медал на смесени двойки с Макс Мирни и олимпийски бронзов медал на сингъл жени през 2012 г.
Азаренка е прекарала общо 51 седмици на върха на световната ранглиста. Втора ракета на Беларус след Арина Сабаленка.

## Личен живот
Азаренка е родена в Минск, БССР, Съветски съюз на 31 юли 1989 г. в католическото семейство на Алла и Фьодор Азаренка. Тя има по-голям брат Макс.
Нейният тенис идол е бившата тенисистка Щефи Граф. В интервю Азаренка заявява: „Златният шлем на Граф от 1988 г. е най-голямата ми мотивация.“
На 15-годишна възраст Азаренка се премества в Скотсдейл, Аризона, САЩ, от Минск, Беларус. При това тя е подпомагана от вратаря на Националната хокейна лига Николай Хабибулин и съпругата му, която е приятелка на майката на Азаренка.
През 2012 г. се премества в Монако, а през август 2013 г. купува нова къща в Лос Анджелис, Калифорния.
Азаренка владее беларуски, руски и английски език, и може да говори малко френски и украински. През 2011 г. тя почти решава да се откаже от тениса, за да се фокусира върху образованието; след разговор с баба си обаче решава да продължи да се състезава. Това е вдъхновението от баба ѝ, което се счита като ключ за продължилото ѝ развитие в спорта.
Азаренка се среща с американския музикант Redfoo между края на 2012 г. и началото на 2014 г. Азаренка говори открито за депресията си по време на отсъствието от професионалния тенис през 2014 г.

## Стил на игра
Азаренка се стреми да играе агресивно зад основната линия, което показва нейната подвижност. Тя играе бърза игра с бързи удари. Агресивната ѝ игра е похвалена от американската тенисистка Слоун Стивънс, която казва, че „тя просто е наистина труден съперник“.

## Кариера

### 2011: Втори финал на Australian Open и финал на шампионата на WTA Тур
Виктория започва годината с участие в Медибанк Интернешънъл Сидни, като поставена под номер 7. Отстранява трудно Макарова с 2:1 сета и Шахар Пеер, преди да отстъпи на Ким Клейстерс на четвъртфинала с 3 – 6, 2 – 6.
На Откритото първенство на Австралия от 2011 Азаренка е осмата поставена в схемата. Последователно елиминира Катрин Вьорле, Андреа Хлавачкова и Шанел Схеперс, но губи от бъдещата финалистка На Ли с 3 – 6, 3 – 6. По-успешно Вика се представя в турнира на двойки, където с партньорка Мария Кириленко достигат финала, като преди това се разправят с номер 8 Чан/Радванска и номер 2 Пешке/Среботник. В мача за титлата двете губят от Жизела Дулко и Флавия Пенета, въпреки че печелят първия сет.
Следващият ѝ турнир е в Дубай, но там тя разочарова, след като отпада още на осминафинала от Флавия Пенета. Въпреки че изостава със сет и 1 – 5 във втория, Азаренка успява да доведе нещата до трети сет и повежда с 4 – 1 в него. В крайна сметка последните 5 гейма отиват при италианката и Вика напуска турнира. На Катар Лейдис Оупън 2011 отпада от Хантухова още на самия старт.
На Мутуа Мадрид Оупън 2011 Азаренка е поставена под номер 4. В първите си три мача тя губи само 5 гейма. До финала единственият и загубен сет е срещу Шафаржова. На полуфинала елиминира намиращата се в отлична форма Юлия Гьоргес.
На Бе Ен Пе Париба 2011 Азаренка е поставена под номер 8. Отказва се на четвъртфинала срещу световната номер 1 Каролине Возняцки поради травма на левия крак. Става едва втората тенисистка, отстранила едновременно и двете сестри Радванска в един и същи турнир.
Следващ голям турнир за Вика е Сони Ериксон Оупън 2011, като тя печели за втори път в кариерата си турнира, след като надиграва поставената под номер 16 Мария Шарапова с 6 – 1, 6 – 4.
На Андалусия Тенис Експириънс 2011 Виктория е водачка в схемата и по пътя до финала губи само 14 гейма. В спор за трофея тя побеждава Ирина-Камелия Бегу с 2:0 сета. В същото време Саманта Стосър няма възможност да защитава точките си и това осигурява на Вика рекордна позиция в ранглистата – номер 5. На Порше Тенис Гран при 2011 тя се отказва още в първия сет на първия си мач срещу Юлия Гьоргес, прекъсвайки победната си серия от 12 поредни мача. Гьоргес, от своя страна, печели турнира. В Рим достига четвъртфиналите, но се отказва в мача срещу бъдещата шампионка Мария Шарапова.
Азаренка е поставената под номер 4 на Ролан Гарос 2011. На старта отстранява Андреа Хлавачкова. След това последователно се справя с Полин Парментие, Роберта Винчи и Екатерина Макарова, за да достигне четвъртия си четвъртфинал в турнир от Шлема. Там обаче отстъпва на На Ли.
На Уимбълдън 2011 започва с Рибарикова и Бенешова. Следва трисетов маратон с Даниела Хантухова и победа над Надя Петрова. На четвъртфинала елиминира Тамира Пашек и за първи път достига полуфинал от Шлема. Вика е надиграна от бъдещата победителка Петра Квитова с 1:2 сета.
За Азаренка следва Банк ъф дъ Уест Класик 2011, където защитава титлата си и е поставена под номер 1. Виктория обаче сензационно е изхвърлена във 2 кръг от новозеландката Марина Еракович. На двойки обаче тя вдига трофея в партньорство с Мария Кириленко.
На Откритото първенство на Канада Вика отново е поставена под номер 4 и пропуска първия кръг. Следват победи срещу Стефани Дюбоа, Мария Хосе Мартинес Санчес и Галина Воскобоева
Азаренка отказва участие на Уестърн енд Съдърн Оупън 2011 поради същата травма.
В последния за годината турнир от Големия шлем тя за пореден път е номер 4 в схемата. Тук няма голям успех и отпада в третия кръг от Серина Уилямс с 1 – 6, 6 – 7(5). Въпреки загубата Азаренка отново постига изкачване в ранглистата, вече до трета позиция.
Следва Торай Пан Пасифик Оупън 2011, където отпада на осминафинала от Радванска. След този турнир тя формално се класира за финалния мастърс в Истанбул.
Като поставена под номер 2 Азаренка започва участието си на Чайна Оупън 2011 с победа над Полона Херцог. Веднага след това обаче получава разтежение на десния крак и се оттегля.
На Люксембург Оупън 2011 Вика завоюва третата си титла за годината след победа над Моника Никулеску на финала.
На финалния мастърс Азаренка е поставена в Бялата група. Побеждава Стосър с 6 – 2, 6 – 2 и Ли със същия резултат, а губи от Марион Бартоли с 1:2 сета. На полуфинала елиминира Звонарьова, а във финалния мач отстъпва на Петра Квитова с 5 – 7, 6 – 4, 3 – 6.

### 2012: Първа титла от Големия шлем, 2 олимпийски медала и № 1
Азаренка започва сезона с титла на турнира в Сидни, където е поставена под № 3. Побеждава първите си три съпернички, Щефани Фьогеле, Йелена Янкович и Марион Бартоли, с по 2:0 сета. На полуфиналите побеждава поставената под № 7 Агнешка Радванска с 2:1 сета. В спора за титлата се справя и с На Ли, побеждавайки я в три сета.
На Откритото първенство на Австралия Азаренка е поставена под № 3 в схемата. Побеждава в два сета Хедър Уотсън, Кейси Делакуа, Мона Бартел и Ивета Бенешова, и така успешно стига до четвъртфиналите. Там тя елиминира в три сета поставената под № 8 Агнешка Радванска, а на полуфиналите и Ким Клайстърс – също в три сета. Така Азаренка стига за първи път в кариерата си до финал на турнир от Големия шлем. На финала надиграва № 4 в схемата Мария Шарапова с 6 – 3, 6 – 0. По този начин, на 30 януари, Азаренка си осигурява първото място в ранглистата за жени.
Първият ѝ турнир като №1 в света е турнира в Доха. Там тя печели своята 3-та титла за сезона, побеждавайки Саманта Стосър на финала. Азаренка след това планира да вземе участие на турнира в Дубай, но се отказва поради контузия в коляното. През март, тя взима участие на турнира в Индиън Уелс, където е първата поставена. Тя успява да стигне до финал, където се изправя срещу № 2 в света Мария Шарапова, и отново я побеждава с 2:0 сета. По този начин Азаренка стига до 23 поредни победи през сезона, и без нито една загуба. Но първата ѝ загуба идва на четвъртфиналите на турнира в Маями от Марион Бартоли, като губи с 0:2 сета. Така Бартоли спира серията на Азаренка от 26 поредни победи за сезона.
През април, Азаренка взима участие на турнира в Щутгарт. Там тя успява да стигне до полуфиналите, където побеждава убедително Агнешка Радванска. Това е пета поредна победа над Радванска през сезона. На финала Азаренка е спряна от Мария Шарапова с 1 – 6, 4 – 6.
На Летните олимпийски игри в Лондон през 2012 г. печели бронзов медал на сингъл жени и златен медал на смесени двойки.
Достига и до финала на Откритото първенство на САЩ, но губи от Серина Уилямс с 2:6, 6:2, 5:7, след като сервира за мача при 5:4 в третия сет.
Печели откритото първенство на Китай с победа на финала над Мария Шарапова с 6:3, 6:1

### 2013: Втора титла на Australian Open и втори финал на US Open
Виктория Азаренка започва годината като номер 1 в световната ранглиста. Първото ѝ участие за сезона е в Бризбейн, където успява да стигне до полуфиналите, но се отказва преди мача си срещу Серина Уилямс поради инфекция на петата.
Азаренка успешно защитава титлата си на Откритото първенство на Австралия, след като пречупва съпротивата на Ли На във финала, 4 – 6, 6 – 4, 6 – 3. По пътя си към титлата Азаренка се справя с Моника Никулеску в първи кръг, след което дава само един гейм на Елени Данилиду във втори кръг, в трети кръг надиграва американката Джейми Хемптън с 2:1 сета, а на осминафиналите се справя набързо с Елена Веснина. На четвъртфиналите Азаренка се изправя срещу Светлана Кузнецова, побеждавайки я с 2:0 сета, а на полуфиналите се справя успешно с „изненадата на турнира“, а именно – Слоун Стивънс. Следващият турнир на Азаренка е турнира в Доха. Тя стига до финала с лесни победи над Ромина Опранди, Кристина Макхейл, Сара Ерани и Агнешка Радванска и успешно защитава титлата си след победа над Серина Уилямс на финала със 7 – 6(8 – 6), 2 – 6, 6 – 3. Въпреки това Азаренка отстъпва първата си позиция на Уилямс.
На турнира в Индиън Уелс, Азаренка, която е шампионка от предната година, се справя с Даниела Хантухова в първия си мач. В трети кръг обаче тя е само на три гейма от отпадане от турнира, но успява да обърне мача срещу 28-ата поставена Кирстен Флипкенс с 3 – 6, 6 – 3, 6 – 0. На осминафинала Азаренка се справя с Урсула Радванска, но се оттегля от четвъртфиналния си мач срещу Каролине Возняцки поради контузия на десния глезен. В резултат на това, въпреки че има 17 мача без загуба от началото на сезона, Азаренка отстъпва втората си позиция на бъдещата шампионка на Индиън Уелс Мария Шарапова.
Азаренка се оттегля от турнира в Маями минути преди началото на мача ѝ срещу американката Мадисън Кийс, защото не се е възстановила напълно от контузията на десния глезен. В първия си мач от завръщането от контузията, Азаренка взима участие на турнира в Мадрид, но губи във втори кръг от Екатерина Макарова с 1:2 сета, след като в първи кръг надиграва Анастасия Павлюченкова в един изключително оспорван двусетов мач. По този начин Макарова спира серията на Азаренка от 18 поредни победи. Вика успешно стига до финал на турнира в Рим, след като побеждава Юлия Гьоргес, Аюми Морита, Саманта Стосър и Сара Ерани, но на финала е спряна от Серина Уилямс с 1 – 6, 3 – 6 .
За първи път в кариерата си Азаренка стига до полуфиналите на Ролан Гарос, но е спряна от Мария Шарапова в три сета, 1 – 6, 6 – 2, 4 – 6, която на финалите губи от Серина Уилямс . Все пак това за Азаренка беше успех, тъй като клей-настилката и е най-слабата страна. Тя прави огромни крачки към ставането на един по-добър играч на клей кортове.
Стартира успешно на турнира в Уимбълдън, побеждавайки португалката Мария Жоао Кьолер с 2:0 сета, но получава тежка контузия на коляното в началото на втория сет. По-късно тя заявява, че се отказва от турнира поради тази контузия. Отказването на Азаренка от Уимбълдън слага край на поредица от четири последователни полуфинала на турнирите от Големия шлем.
Азаренка се завръща в тура с участие на турнира в Карлсбад, където е поставена под №1. Тя успешно се справя с Франческа Скиавоне и Урсула Радванска в два сета. На полуфиналите отстранява Ана Иванович с 2:1 сета, но е победена на финала от Саманта Стосър с 2 – 6, 3 – 6. Победата на Стосър бе едва първата и победа над Азаренка (Азаренка преди това е спечелила всички 8 срещи срещу Стосър).
На турнира в Торонто Азаренка не успява да вземе участие и се оттегля поради контузия в кръста.
След това Азаренка печели своята трета титла за годината на Уестърн енд Съдърн Оупън, побеждавайки Уилямс с 2 – 6, 6 – 2, 7 – 6(8 – 6) за втори път през сезона.
Беларускинята стига до финала на US Open за втора поредна година, но отново е надиграна от Уилямс. В Торай Пан Пасифик Оупън и Чайна Оупън Азаренка претърпява ранни загуби съответно срещу Винъс Уилямс и Андреа Петкович. На 24 август се класира втора след Серина Уилямс за Шампионат на WTA Тур 2013 – отпада в груповата фаза, след като записва една победа срещу Сара Ерани и две загуби от Ли На и Йелена Янкович.

### 2014: Контузии и спад от Топ 10
Азаренка успешно стига до финал за трети път на турнира в Бризбейн, където е победена от Серина Уилямс с 0:2 сета. Стига до четвъртфинал на Откритото първенство на Австралия, но губи от Агнешка Радванска с 1:2 сета. Така Радванска спира серията от 18 поредни победи на Азаренка на ОП на Австралия.
На турнира в Индиън Уелс, Азаренка е победена във втори кръг с 0:2 сета от 62-рата в света Лорън Дейвис. Повторна контузия на стъпалото принуждава Азаренка да се оттегли от Откритото първенство на Франция, където е била полуфиналистка от предната година. Нейният отказ, заедно с отказването и от други турнири по време на сезона, рефлектира на ранкинга ѝ, и така тя спада извън първата четворка за първи път от три години.
Азаренка се завръща в надпреварата на турнира в Истборн, но е победена в първия си мач от италианката Камила Джорджи с 1:2 сета. На турнира в Уимбълдън, Азаренка печели първия си мач, от завръщането ѝ на корта заради контузия, като побеждава бившата полуфиналистка Миряна Лучич-Барони в първи кръг. Тя обаче губи във втори кръг от Бояна Йовановски с 1:2 сета.
Азаренка отбелязва 200 поредни седмици в световния Топ 10 на WTA, в седмицата, започваща на 28 юли 2014 г. През същата тази седмица, тя взима участие на турнира в Станфорд, но бива победена от Винъс Уилямс с 0:2 сета. След тази загуба, Азаренка изпада от Топ 10 на световната ранглиста за първи път от септември 2010 г. насам. Въпреки това Азаренка се завръща отново в Топ 10, макар и само за една седмица. Това става след като тя стига до четвъртфиналите на турнира в Монреал, като надиграва Ализе Корне в първи и Хедър Уотсън във втори кръг. Агнешка Радванска обаче я побеждава убедително с 2 – 6, 2 – 6 на четвъртфиналите. Азаренка се отказва от турнира в Синсинати поради травма на коляното, която е била причинена по време на турнира в Монреал. Така тя не успява да защити титлата си в Синсинати, и спада до № 17 в световната ранглиста. Въпреки това, оттеглянето на На Ли осигурява на Азаренка поставянето ѝ като № 16 в схемата на Откритото първенство на САЩ.
На Откритото първенство на САЩ Азаренка побеждава Мисаки Дои в първия кръг, след като губи първия сет в тайбрек. Във втория кръг тя се справя и с американката Кристина Макхейл, а в третия разгромява Елена Веснина, като ѝ дава само два гейма. На осминафиналите успява да се пребори с квалификантката Александра Крунич, 4 – 6, 6 – 4, 6 – 4. Азаренка, финалистка от 2012 и 2013 година, е спряна на четвъртфиналите от Екатерина Макарова с 4 – 6, 2 – 6. Азаренка по-късно разкрива в интервю, че се е натровила с храна преди мача си, което ѝ e попречило да тренира. След тази загуба Азаренка спада до №24 в световната ранглиста. Това ѝ е най-ниското класиране от 2008 г.
Азаренка след това взима участие на турнира в Токио. В първи кръг тя се справя с японката Кимико Дате-Крум, но губи във втори кръг от Ана Иванович с 0:2 сета.
През месец септември, Азаренка обявява, че ще пропусне останалата част на сезона поради контузия.

### 2015: Завръщане
Азаренка започва сезона с участие на турнира в Бризбейн. Въпреки че получава няколко мач бола, тя губи в първи кръг от Каролина Плишкова в мач, продължил 3 часа и 13 мин. Поради спадането ѝ в ранглистата за жени Азаренка не е сред поставените тенисистки на Откритото първенство на Австралия. Все пак тя успява да достигне осминафиналите, побеждавайки Слоун Стивънс, Каролине Возняцки и Барбора Захлавова-Стрицова, преди да отстъпи на миналогодишния финалист Доминика Цибулкова, с 1:2 сета. Пада до №49 в ранглистата за жени след края на турнира, най-ниското ѝ класиране от юни 2007 г. Азаренка побеждава Цветана Пиронкова и Хедър Уотсън на състезанието Фед Къп, като по този начин тя спомага отборът на Беларус да се класира за плейоф на Световна група II. По-късно взема участие с уайлд кард на турнира в Доха. Там тя побеждава поставената под №8 Анджелик Кербер, Елина Свитолина и №5 в схемата Каролине Возняцки. На полуфиналите записва първа победа над Винъс Уилямс от пет мача, с 2 – 6, 6 – 2, 6 – 4. На финала е спряна от Луцие Шафаржова с 4 – 6, 3 – 6. На турнира в Индиън Уелс Азаренка е поставена под №32, и стига до трети кръг, където губи от Мария Шарапова с 0:2 сета.
На турнира в Мадрид, първият ѝ турнир на клей корт от 2013 г., Азаренка побеждава Винъс Уилямс и Айла Томлянович в два сета. В трети кръг се изправя срещу Серина Уилямс, където губи след изключително оспорвана битка, 6 – 7(5 – 7), 6 – 3, 6 – 7(1 – 7). Азаренка е поставена под №27 в схемата на следващия ѝ турнир, Ролан Гарос, където отстранява Мария Тереса Торо Флор и Луцие Храдецка в първите два кръга. В трети кръг се изправя отново срещу Серина Уилямс, и отново губи, с 6 – 3, 4 – 6, 2 – 6.
Азаренка взема участие на турнира на трева в Бирмингам, но се оттегля във втори кръг преди мача си срещу Зарина Дияс, поради травма на крака. На Уимбълдън стига до четвъртфиналите, без да губи сет, елиминирайки по пътя си Анет Контавейт, Кирстен Флипкенс, Кристина Младенович и Белинда Бенчич. На четвъртфиналите, за трети път през годината, се изправя срещу № 1 в света Серина Уилямс, като за пореден път губи в три сета, 6 – 3, 2 – 6, 3 – 6.
През август Азаренка играе на турнирите в Торонто и Синсинати. И в двата губи в 3 кръг от Сара Ерани и Анастасия Павлюченкова.
В последния турнир от Големия шлем Азаренка достига 1/4 след последователни победи над Храдецка, Викмаер, Кербер и Лепченко. В изключително оспорван двубой, беларуската губи 1/4 си мач срещу втората в световната ранглиста Симона Халеп.
Последния си турнир за годината, Азаренка играе в Ухан, където напуска надпреварата поради контузия в мача си от 2 кръг срещу квалификантката Йохана Конта.
Въпреки противоречивата година, Азаренка успява да си възвърне част от изгубените позиции и в края на сезона е на прага на топ 20.

### 2016: Ново начало
Азаренка започва устремено годината, след като достига финал в Бризбейн. Тя побеждава Веснина. Бонаветюр, Винчи, Крауфорд, а на финала надделява над Анджелик Кербер за да спечели първата си титла след повече от 2 години пауза.
На Откритото първенство на Австралия Азаренка печели изключително лесно мачовете си до 1/4-финал, където губи първия си мач от бъдещата шампионка Анджелик Кербер.
През февруари беларуската записва участие на турнира в Акапулко, но се оттегля след спечелването на мача си в 1. кръг поради контузия в лявата китка.

## Финали на турнирите от WTA Тур

### Финали на турнири от Големия шлем

#### Сингъл: 4 (2 титли, 2 финала)
| Изход     | Година | Турнир                              | Настилка | Опонент        | Резултат                   |
| --------- | ------ | ----------------------------------- | -------- | -------------- | -------------------------- |
| Победител | 2012   | Открито първенство на Австралия     | Твърда   | Мария Шарапова | 6 – 3, 6 – 0               |
| Финалист  | 2012   | Открито първенство на САЩ           | Твърда   | Серина Уилямс  | 2 – 6, 6 – 2, 5 – 7        |
| Победител | 2013   | Открито първенство на Австралия (2) | Твърда   | На Ли          | 4 – 6, 6 – 4, 6 – 3        |
| Финалист  | 2013   | Открито първенство на САЩ (2)       | Твърда   | Серина Уилямс  | 5 – 7, 7 – 6(8 – 6), 1 – 6 |

#### Двойки: 3 (3 финала)
| Изход    | Година | Турнир                              | Партньор        | Опоненти                                     | Резултат            |
| -------- | ------ | ----------------------------------- | --------------- | -------------------------------------------- | ------------------- |
| Финалист | 2008   | Открито първенство на Австралия     | Шахар Пеер      | Альона Бондаренко Катерина Бондаренко        | 6 – 2, 1 – 6, 4 – 6 |
| Финалист | 2009   | Ролан Гарос                         | Елена Веснина   | Анабел Медина Гаригес Вирхиния Руано Паскуал | 1 – 6, 1 – 6        |
| Финалист | 2011   | Открито първенство на Австралия (2) | Мария Кириленко | Жизела Дулко Флавия Пенета                   | 6 – 2, 5 – 7, 1 – 6 |

#### Смесени двойки: 3 (2 титли, 1 финал)
| Изход     | Година | Турнир                          | Партньор   | Опоненти                         | Резултат            |
| --------- | ------ | ------------------------------- | ---------- | -------------------------------- | ------------------- |
| Финалист  | 2007   | Открито първенство на Австралия | Макс Мирни | Елена Лиховцева Даниел Нестор    | 4 – 6, 4 – 6        |
| Победител | 2007   | Открито първенство на САЩ       | Макс Мирни | Меган Шонеси Леандер Паес        | 6 – 4, 7– 6(8 – 6)  |
| Победител | 2008   | Ролан Гарос                     | Боб Браян  | Катарина Среботник Ненад Зимонич | 6 – 2, 7 – 6(7 – 4) |

### Шампионат на WTA тур

#### Сингъл: 1 (1 финал)
| Изход      | Година | Турнир   | Настилка   | Опонент       | Резултат            |
| ---------- | ------ | -------- | ---------- | ------------- | ------------------- |
| Финалистка | 2011   | Истанбул | Твърда (з) | Петра Квитова | 5 – 7, 6 – 4, 3 – 6 |

(з) = В зала

### Летни олимпийски игри

#### Сингъл: 1 (1 бронзов медал)
| Изход         | Година | Турнир                 | Настилка | Опонент         | Резултат     |
| ------------- | ------ | ---------------------- | -------- | --------------- | ------------ |
| Бронзов медал | 2012   | Лондон Олимпийски Игри | Трева    | Мария Кириленко | 6 – 3, 6 – 4 |

#### Смесени двойки: 1 (1 златен медал)
| Изход        | Година | Турнир                 | Партньор   | Опонент               | Резултат               |
| ------------ | ------ | ---------------------- | ---------- | --------------------- | ---------------------- |
| Златен медал | 2012   | Лондон Олимпийски Игри | Макс Мирни | Лора Робсън Анди Мъри | 2 – 6, 6 – 3, [10 – 8] |

### Финали през кариерата

#### Сингъл: 36 (20 титли, 16 финала)
| Легенда                               |
| ------------------------------------- |
| Турнири от Големия шлем (2 – 2)       |
| Шампионат на WTA Тур (0 – 1)          |
| Задължителни Висши & Висши 5 (10 – 4) |
| Висши (4 – 5)                         |
| Международни (5 – 5)                  |

| Финали по настилка |
| ------------------ |
| Твърда (20 – 10)   |
| Трева (0 – 1)      |
| Клей (1 – 6)       |
| Мокет (0 – 0)      |

| Изход      | No. | Дата             | Турнир                                                  | Настилка   | Опонент            | Резултат                   |
| ---------- | --- | ---------------- | ------------------------------------------------------- | ---------- | ------------------ | -------------------------- |
| Финалистка | 1.  | 6 май 2007       | Ещорил Оупън, Ещорил, Португалия                        | Клей       | Грета Арн          | 6 – 2, 1 – 6, 6 – 7(3 – 7) |
| Финалистка | 2.  | 7 октомври 2007  | Ташкент Оупън, Ташкент, Узбекистан                      | Твърда     | Полин Парментие    | 5 – 7, 2 – 6               |
| Финалистка | 3.  | 5 януари 2008    | Бризбейн Интернешънъл, Голд Коуст, Австралия            | Твърда     | На Ли              | 6 – 4, 3 – 6, 4 – 6        |
| Финалистка | 4.  | 4 май 2008       | Прага Оупън, Прага, Чехия                               | Клей       | Вера Звонарьова    | 6 – 7(2 – 7), 2 – 6        |
| Шампионка  | 1.  | 10 януари 2009   | Бризбейн Интернешънъл, Бризбейн, Австралия              | Твърда     | Марион Бартоли     | 6 – 3, 6 – 1               |
| Шампионка  | 2.  | 21 февруари 2009 | Селюлър Саут Къп, Мемфис, САЩ                           | Твърда (з) | Каролине Возняцки  | 6 – 1, 6 – 3               |
| Шампионка  | 3.  | 4 април 2009     | Сони Оупън Тенис, Маями, САЩ                            | Твърда     | Серина Уилямс      | 6 – 3, 6 – 1               |
| Финалистка | 5.  | 20 февруари 2010 | Дубай Тенис Чемпиъншипс, Дубай, ОАЕ                     | Твърда     | Винъс Уилямс       | 3 – 6, 5 – 7               |
| Финалистка | 6.  | 19 юни 2010      | Истборн Интернешънъл, Истборн, Великобритания           | Трева      | Екатерина Макарова | 6 – 7(5 – 7), 4 – 6        |
| Шампионка  | 4.  | 1 август 2010    | Станфорд Класик, Станфорд, САЩ                          | Твърда     | Мария Шарапова     | 6 – 4, 6 – 1               |
| Шампионка  | 5.  | 24 октомври 2010 | Купа на Кремъл, Москва, Русия                           | Твърда (з) | Мария Кириленко    | 6 – 3, 6 – 4               |
| Шампионка  | 6.  | 3 април 2011     | Сони Оупън Тенис, Маями, САЩ (2)                        | Твърда     | Мария Шарапова     | 6 – 1, 6 – 4               |
| Шампионка  | 7.  | 10 април 2011    | Андалусия Тенис Експириънс, Марбеля, Испания            | Клей       | Ирина-Камелия Бегу | 6 – 3, 6 – 2               |
| Финалистка | 7.  | 8 май 2011       | Мутуа Мадрид Оупън, Мадрид, Испания                     | Клей       | Петра Квитова      | 6 – 7(3 – 7), 4 – 6        |
| Шампионка  | 8.  | 23 октомври 2011 | Люксембург Оупън, Люксембург                            | Твърда (з) | Моника Никулеску   | 6 – 2, 6 – 2               |
| Финалистка | 8.  | 30 октомври 2011 | Шампионат на WTA Тур, Истанбул, Турция                  | Твърда (з) | Петра Квитова      | 5 – 7, 6 – 4, 3 – 6        |
| Шампионка  | 9.  | 13 януари 2012   | Апия Интернешънъл Сидни, Сидни, Австралия               | Твърда     | На Ли              | 6 – 2, 1 – 6, 6 – 3        |
| Шампионка  | 10. | 28 януари 2012   | Открито първенство на Австралия, Мелбърн, Австралия     | Твърда     | Мария Шарапова     | 6 – 3, 6 – 0               |
| Шампионка  | 11. | 19 февруари 2012 | Катар Тотал Оупън, Доха, Катар                          | Твърда     | Саманта Стосър     | 6 – 1, 6 – 2               |
| Шампионка  | 12. | 18 март 2012     | Бе Ен Пе Париба Оупън, Индиън Уелс, САЩ                 | Твърда     | Мария Шарапова     | 6 – 2, 6 – 3               |
| Финалистка | 9.  | 29 април 2012    | Щутгарт Оупън, Щутгарт, Германия                        | Клей (з)   | Мария Шарапова     | 1 – 6, 4 – 6               |
| Финалистка | 10. | 13 май 2012      | Мутуа Мадрид Оупън, Мадрид, Испания (2)                 | Клей (син) | Серина Уилямс      | 1 – 6, 3 – 6               |
| Финалистка | 11. | 8 септември 2012 | Открито първенство на САЩ, Ню Йорк, САЩ                 | Твърда     | Серина Уилямс      | 2 – 6, 6 – 2, 5 – 7        |
| Шампионка  | 13. | 7 октомври 2012  | Чайна Оупън, Пекин, Китай                               | Твърда     | Мария Шарапова     | 6 – 3, 6 – 1               |
| Шампионка  | 14. | 14 октомври 2012 | Дженерали Лейдис Линц, Линц, Австрия                    | Твърда (з) | Юлия Гьоргес       | 6 – 3, 6 – 4               |
| Шампионка  | 15. | 26 януари 2013   | Открито първенство на Австралия, Мелбърн, Австралия (2) | Твърда     | На Ли              | 4 – 6, 6 – 4, 6 – 3        |
| Шампионка  | 16. | 17 февруари 2013 | Катар Тотал Оупън, Доха, Катар (2)                      | Твърда     | Серина Уилямс      | 7 – 6(8 – 6), 2 – 6, 6 – 3 |
| Финалистка | 12. | 19 май 2013      | Рим Мастърс, Рим, Италия                                | Клей       | Серина Уилямс      | 1 – 6, 3 – 6               |
| Финалистка | 13. | 4 август 2013    | Съдърн Калифорния Оупън, Карлсбад, САЩ                  | Твърда     | Саманта Стосър     | 2 – 6, 3 – 6               |
| Шампионка  | 17. | 18 август 2013   | Уестърн енд Съдърн Оупън, Синсинати, САЩ                | Твърда     | Серина Уилямс      | 2 – 6, 6 – 2, 7 – 6(8 – 6) |
| Финалистка | 14. | 8 септември 2013 | Открито първенство на САЩ, Ню Йорк, САЩ (2)             | Твърда     | Серина Уилямс      | 5 – 7, 7 – 6(8 – 6), 1 – 6 |
| Финалистка | 15. | 4 януари 2014    | Бризбейн Интернешънъл, Бризбейн, Австралия (2)          | Твърда     | Серина Уилямс      | 4 – 6, 5 – 7               |
| Финалистка | 16. | 28 февруари 2015 | Катар Тотал Оупън, Доха, Катар                          | Твърда     | Луцие Шафаржова    | 4 – 6, 3 – 6               |
| Шампионка  | 18. | 9 януари 2016    | Бризбейн Интернешънъл, Бризбейн, Австралия (2)          | Твърда     | Анджелик Кербер    | 6 – 3, 6 – 1               |
| Шампионка  | 19. | 19 март 2016     | Бе Ен Пе Париба Оупън, Индиън Уелс, САЩ                 | Твърда     | Серина Уилямс      | 6 – 4, 6 – 4               |
| Шампионка  | 20. | 2 април 2016     | Сони Оупън Тенис, Маями, САЩ                            | Твърда     | Светлана Кузнецова | 6 – 3, 6 – 2               |
| Финалистка | 17. | април 2019       | Монтерей Оупън, Монтерей, Мексико                       | Твърда     | Гарбине Мугуруса   | 1 – 6, 1 – 3, отказване    |
| Шампионка  | 21. | август 2020      | Уестърн енд Съдърн Оупън, Синсинати, САЩ (2)            | Твърда     | Наоми Осака        | WO                         |

#### Двойки: 16 (6 титли, 10 финала)
| Легенда                              |
| ------------------------------------ |
| Турнири от Големия шлем (0 – 4)      |
| Шампионат на WTA Тур (0 – 0)         |
| Задължителни Висши & Висши 5 (3 – 3) |
| Висши (1 – 3)                        |
| Международни (2 – 1)                 |

| Финали по настилка |
| ------------------ |
| Твърда (5 – 7)     |
| Трева (0 – 0)      |
| Клей (1 – 2)       |
| Мокет (0 – 1)      |

| Изход      | No. | Дата              | Турнир                                                  | Настилка   | Партньор          | Опоненти                                     | Резултат                    |
| ---------- | --- | ----------------- | ------------------------------------------------------- | ---------- | ----------------- | -------------------------------------------- | --------------------------- |
| Финалистки | 1.  | 26 февруари 2006  | Селюлър Саут Къп, Мемфис, САЩ                           | Твърда     | Каролине Возняцки | Лиза Реймънд Саманта Стосър                  | 6 – 7(2 – 7), 3 – 6         |
| Шампионки  | 1.  | 14 май 2006       | Ташкент Оупън, Ташкент, Узбекистан                      | Твърда     | Татяна Пучек      | Мария Елена Камерин Емануел Галярди          | Отказване                   |
| Финалистки | 2.  | 29 юли 2007       | Станфорд Класик, Станфорд, САЩ                          | Твърда     | Анна Чакветадзе   | Саня Мирза Шахар Пеер                        | 4 – 6, 6 – 7(5 – 7)         |
| Финалистки | 3.  | 5 август 2007     | Съдърн Калифорния Оупън, Сан Диего, САЩ                 | Твърда     | Анна Чакветадзе   | Кара Блек Лизел Хубър                        | 5 – 7, 4 – 6                |
| Финалистки | 4.  | 30 септември 2007 | Люксембург Оупън, Люксембург                            | Твърда (з) | Шахар Пеер        | Ивета Бенешова Жанет Хусарова                | 4 – 6, 2 – 6                |
| Финалистки | 5.  | 14 октомври 2007  | Купа на Кремъл, Москва, Русия                           | Мокет (з)  | Татяна Пучек      | Кара Блек Лизел Хубър                        | 6 – 4, 1 – 6, [7 – 10]      |
| Финалистки | 6.  | 25 януари 2008    | Открито първенство на Австралия, Мелбърн, Австралия     | Твърда     | Шахар Пеер        | Альона Бондаренко Катерина Бондаренко        | 6 – 2, 1 – 6, 4 – 6         |
| Финалистки | 7.  | 13 април 2008     | Амелия Айлънд Чемпиъншипс, Флорида, САЩ                 | Клей       | Елена Веснина     | Бетани Матек Владимира Ухлиржова             | 3 – 6, 1 – 6                |
| Шампионки  | 2.  | 21 февруари 2009  | Селюлър Саут Къп, Мемфис, САЩ                           | Твърда (з) | Каролине Возняцки | Юлияна Федак Михаела Крайчек                 | 6 – 1, 7 – 6(7 – 2)         |
| Шампионки  | 3.  | 21 март 2009      | Бе Ен Пе Париба Оупън, Индиън Уелс, САЩ                 | Твърда     | Вера Звонарьова   | Жизела Дулко Шахар Пеер                      | 6 – 4, 3 – 6, [10 – 5]      |
| Финалистки | 8.  | 24 май 2009       | Ролан Гарос, Париж, Франция                             | Клей       | Елена Веснина     | Анабел Медина Гаригес Вирхиния Руано Паскуал | 1 – 6, 1 – 6                |
| Шампионки  | 4.  | 15 август 2010    | Уестърн енд Съдърн Оупън, Синсинати, САЩ                | Твърда     | Мария Кириленко   | Лиза Реймънд Рене Стъбс                      | 7 – 6(7 – 4), 7 – 6(10 – 8) |
| Финалистки | 9.  | 28 януари 2011    | Открито първенство на Австралия, Мелбърн, Австралия (2) | Твърда     | Мария Кириленко   | Жизела Дулко Флавия Пенета                   | 6 – 2, 5 – 7, 3 – 6         |
| Шампионки  | 5.  | 7 май 2011        | Мутуа Мадрид Оупън, Мадрид, Испания                     | Клей       | Мария Кириленко   | Квета Пешке Катарина Среботник               | 6 – 4, 6 – 3                |
| Шампионки  | 6.  | 31 юли 2011       | Станфорд Класик, Станфорд, САЩ                          | Твърда     | Мария Кириленко   | Лизел Хубър Лиза Реймънд                     | 6 – 1, 6 – 3                |
| Финалистки | 10. | 15 август 2011    | Роджърс Къп, Торонто, Канада                            | Твърда     | Мария Кириленко   | Лизел Хубър Лиза Реймънд                     | Отказване                   |